# Lion (Nestlé)
Il Lion® è una barretta di cioccolato immessa sul mercato da Rowntree Mackintosh nel 1976 e successivamente confezionata da Nestlé (dopo l'acquisizione dell'industria dolciaria inglese da parte della multinazionale svizzera) dal 1988. Consiste in un wafer, con caramello e riso soffiato e coperto di cioccolato al latte.

## Storia
Il concetto del prodotto fu creato dal maitre chocolatier Allan Norman, noto per le sue innovazioni dolciarie. Il suo lancio sul mercato fu deciso dal manager della Rowntree Mackintosh Eric Luciano Nicoli negli anni settanta, dopo un test iniziale nell'area di Dorset (Inghilterra).
In alcune zone del mondo, come Stati Uniti e Canada (nazioni in cui era stato originariamente messo in commercio da Rowntree DeMet's, divisione nordamericana di Rowntree Mackintosh) era conosciuto come Big Cat fino ai tardi anni novanta. Nestlé ha poi provveduto ad uniformare la denominazione Lion per il prodotto nei vari mercati internazionali. In alcuni Paesi d'Europa sono disponibili anche le varianti White Lion e Peanut Butter Lion.

## Campagna pubblicitaria
Dal 1993 al 1999 è andato in onda un programma d'intrattenimento, The Lion Trophy Show, prima su TMC dal 1993 al 1997 e poi su TMC2 dal 1997 al 2000 basato principalmente su un gioco interattivo e sponsorizzato dallo stesso snack Lion.
Lion è stato anche sponsor nella stagione 1992-1993 dei Devils Milano di hockey su ghiaccio.